# Anthony A. Long
Anthony Arthur Long, kurz auch Tony Long, FBA  (* 17. August 1937) ist ein britischer und naturalisierter US-amerikanischer Altphilologe und Philosophiehistoriker. Er ist der emeritierte Irving Stone Professor of Literature an der University of California, Berkeley.

## Leben
Nach dem Besuch der Manchester Grammar School von 1948 bis 1955 studierte Long von 1957 bis 1960 Classics am University College London. Nach dem Abschluss mit first class honours erwarb er ebendort den PhD.
Zwischen 1961 und 1971 war er Lecturer in Classics an der University of Otago, Neuseeland, der University of Nottingham und dem University College London, an dem er 1971 zum Reader befördert wurde. 1973 nahm er die Stellung des Gladstone Professor of Greek an der University of Liverpool an. 1982 wechselte er als Professor of Classics an die University of California at Berkeley. 2013 wurde er dort emeritiert, ist aber weiterhin wissenschaftlich tätig.
1992 wurde er zum Fellow der British Academy gewählt, 1989 zum Mitglied der American Academy of Arts and Sciences. 2009 wurde er in die American Philosophical Society aufgenommen.
Sein Promovend während seiner Zeit am University College London war David Sedley, der spätere siebte Laurence Professor of Ancient Philosophy an der Universität Cambridge.
A. A. Long zählt zu den weltweit führenden Spezialisten auf dem Gebiet der hellenistischen Philosophie (Stoa mit Epiktet, Epikur und Epikureismus, Skeptizismus).

## Schriften (Auswahl)
Monographien
- Language and Thought in Sophocles. A Study of Abstract Nouns and Poetic Technique. Athlone Press, London 1968.
- Hellenistic Philosophy. Stoics, Epicureans, Sceptics. Gerald Duckworth und Charles Scribner’s Sons, London/New York 1974.
- mit David Sedley: The Hellenistic Philosophers. Band 1: The principal sources in translation with philosophical commentary. Cambridge University Press, Cambridge 1987.
- mit David Sedley: The Hellenistic Philosophers. Band 2: Greek and Latin texts with notes. Cambridge University Press, Cambridge 1987.
  - Deutsche Übersetzung von Band 1: Die hellenistischen Philosophen. Texte und Kommentare. Übersetzt von Karlheinz Hülser. J. B. Metzler, Stuttgart/Weimar 2000.
  - Französische Übersetzung: Les philosophes hellénistiques. Traduction par Jacques Brunschwig et Pierre Pellegrin. Flammarion, Paris 2001, ISBN 978-2-08-070641-6
- mit Pamela M. Huby und William Wall Fortenbaugh: Theophrastus of Eresus. On His Life and Work. New Brunswick/Oxford, 1985.
- mit Guido Bastianini: Ierocle. In: Corpus dei papiri filosofici greci e Latini. Band 1, Florenz 1992, S. 268–441.
- Stoic Studies. Cambridge University Press, Cambridge 1996.
- Epictetus. A Stoic and Socratic Guide to Life. Clarendon Press, Oxford 2002.
- From Epicurus to Epictetus: Studies in Hellenistic and Roman Philosophy. Oxford University Press, 2006.
- Greek Models of Mind and Self. Harvard University Press, 2015.
- mit Margaret Graver: Seneca: Letters on Ethics. Chicago University Press, 2015.
- Selfhood and rationality in ancient Greek philosophy from Heraclitus to Plotinus. Oxford University Press, Oxford 2022. – Rezension von John M. Dillon, Bryn Mawr Classical Review 2023.07.08

Herausgeberschaften
- (Hrsg.): Problems in Stoicism. Athlone Press, London 1971.
- (Hrsg. mit John M. Dillon): The Question of Eclecticism. Studies in later Greek Philosophy. University of California Press, Berkeley 1988.
- (Hrsg. mit A. W. Bulloch, E. S. Gruen, A. Stewart): Images and Ideologies: Self-definition in the Hellenistic World. University of California Press, Berkeley 1994, (online).
- (Hrsg.): The Cambridge Companion to Early Greek Philosophy. Cambridge University Press, Cambridge 1999.
  - Deutsche Übersetzung: Handbuch Frühe Griechische Philosophie. Von Thales bis zu den Sophisten. Aus dem Englischen von Karlheinz Hülser. J. B. Metzler, Stuttgart, Weimar 2001.